# Der Südwesten von oben
Der Südwesten von oben ist eine 18-teilige Reihe von Dokumentarfilmen, die die südwestdeutschen Bundesländer Baden-Württemberg, Rheinland-Pfalz und das Saarland teilweise durch Luftaufnahmen darstellt und pro Episode einige Personen näher porträtiert, die zum Beispiel interessante Berufe oder Hobbys haben.

## Chronologie
Die Aufnahmen für die drei Folgen der ersten Staffel (Unsere Berge, Unsere Schlösser und Unsere Städte) entstanden im Jahr 2013, ausgestrahlt wurden sie erstmals im April 2014 im SWR. Die zweite Staffel (Die Pfalz, Das Saarland und Das Rheinland) entstand 2014 und wurde erstmals im Januar 2015 ausgestrahlt. Die dritte Staffel (Unsere Flüsse, Unsere Seen und Unsere Wege und Straßen) wurde erstmals im Dezember 2015 gesendet. In den Jahren 2016 und 2017 gab es zwei weitere Staffeln, dieses Mal mit fünf bzw. vier neuen Episoden, sodass die Reihe insgesamt auf 18 45-minütige Folgen kommt. Diese werden stellenweise auch in einer auf 30 Minuten gekürzten Version gezeigt.

## Drehorte (Auswahl)

### Unsere Berge
- Vulkaneifel
- Weinhänge der Mosel
- Mittelrheintal
- Hunsrück
- Pfälzerwald
- Schwäbische Alb
- Schwarzwald
- Kaiserstuhl

### Unsere Schlösser
- Reichsburg Cochem
- Burg Eltz
- Schloss Bürresheim
- Festung Ehrenbreitstein
- Marksburg
- Burg Pfalzgrafenstein
- Schloss Saareck
- Reichsburg Trifels
- Hambacher Schloss
- Schloss Schwetzingen
- Heidelberger Schlossruine
- Burg Jagsthausen
- Schloss Unterriexingen
- Schloss Ludwigsburg
- Burg Teck
- Haupt- und Landgestüt Marbach
- Schloss Lichtenstein
- Burg Hohenzollern
- Schloss Sigmaringen
- Schloss Mainau
- Neues Schloss in Meersburg
- Burg Meersburg

### Unsere Städte
- Saarbrücken
- Traben-Trarbach
- Andernach
- Mainz
- Worms
- Mannheim
- Karlsruhe
- Tübingen
- Stuttgart
- Ulm
- Konstanz
- Freiburg im Breisgau
- Trier

### Unsere Flüsse
- Wutach
- Donau
- Rhein
- Tauber
- Mosel

### Unsere Seen
- Bodensee
- Wurzacher Ried
- Westerwälder Seenplatte
- Primstalsperre
- Schluchsee
- Laacher See

### Unsere Wege und Straßen
- Jakobsweg
- Römerstraße Neckar–Alb–Aare